# Selenops ivohibe
Selenops ivohibe är en spindelart som beskrevs av José Antonio Corronca 2005. Selenops ivohibe ingår i släktet Selenops och familjen Selenopidae.
Artens utbredningsområde är Madagaskar. Inga underarter finns listade i Catalogue of Life.